# American Border Peak
Der American Border Peak ist ein Berg unmittelbar südlich der Grenze zwischen Kanada und den Vereinigten Staaten in den North Cascades im US-Bundesstaat Washington, der einen korrespondierenden Gipfel, den Canadian Border Peak, nur durch einen Pass getrennt unmittelbar nördlich der Grenze besitzt. Er liegt innerhalb der Mount Baker Wilderness, die Teil des Mount Baker-Snoqualmie National Forest ist, nahe dem North Cascades National Park. Er ist für sein hohes, steiles Relief bekannt; seine teilweise verwitterten Felsen machen ihn jedoch weniger attraktiv für Kletterer als der nahegelegene Slesse Mountain.